# Liste d'organisations non gouvernementales internationales
Cette liste d’organisations non gouvernementales internationales reprend les ONG à portée internationale.
- Agence d'aide à la coopération technique et au développement (ACTED)
- DKS agence des professionnels pour but de soin des S.D.F
- Agence adventiste du développement et de l'aide humanitaire (ADRA) : Agence adventiste du développement et de l'aide humanitaire, présente dans 125 pays.
- Agir ensemble pour les droits de l'homme (AEDH)
- Alliance internationale des éditeurs indépendants : Association internationale qui favorise la coopération entre éditeurs indépendants et œuvre à la défense de la "Biblio-diversité".
- Alliance solaire internationale
- APSOPAD International : Action caritative et humanitaire
- Association internationale des étudiants en sciences économiques et commerciales (AIESEC)
- Association universelle d'espéranto, en relations officielles avec l'UNESCO
- Association pour la taxation des transactions financières et pour l'action citoyenne (ATTAC)
- Action contre la faim
- Amnesty International
- AMREF Flying Doctors : Association pour la médecine et la recherche en Afrique
- Architectes de l'urgence
- AVSI (Association des Volontaires pour le Service International) s'engage dans plus de 130 projets de coopération au développement dans 30 pays.
- Black Girls CODE (BGC)
- BlueEnergy : fabrication d'éolienne et électrification rurale au Nicaragua
- Caritas Internationalis réseau international de charité créé par le Saint Siège en 1950.
- CCFD-Terre solidaire : association de solidarité internationale qui lutte contre les causes de la faim dans le monde
- CIO : Comité international olympique
- ECPAT : lutte contre la prostitution et l'esclavage sexuel des enfants.
- Emmaüs International : mouvement international de solidarité, de lutte contre la pauvreté et l'exclusion, fondé par l'abbé Pierre
- Entrepreneurs du Monde : accompagne l’insertion économique des familles en situation de grande précarité et leur facilite l’accès à des biens et services essentiels.
- Fédération internationale des Sociétés de la Croix-Rouge et du Croissant-Rouge humanitaires, (sans conflits armés, sans situations de violence) s'occupe de l'organisation des secours en cas de catastrophes, de la préparation aux catastrophes, de l'aide médicale communautaire et du développement des capacités locales.
- Fondation des saints des derniers jours (LDS Foundation), aide aux familles en améliorant leur autonomie, leur santé et leur instruction, aide en situations d'urgence dues aux guerres ou catastrophes naturelles
- La Fondation suisse de déminage (FSD)
- Girls in Tech
- Global Alliance on Health and Pollution (GAHP)
- Green Cross International
- Greenpeace : association internationale de défense de l'environnement
- Groupe de recherche et d'information sur la paix et la sécurité (GRIP) : centre de recherche belge travaillant sur les questions de prévention des conflits et de prolifération des armes, notamment en Afrique.
- Handicap International : veille à ce que les personnes handicapées puissent à nouveau retrouver leur autonomie et leur place dans la communauté
- Heifer International : développement agricole et humain dans les pays en développement en faisant don d'animaux et en initiant à l'élevage les familles les plus pauvres.
- Human Rights Watch
- Indymédia : réseau de net-information ouvert et alimenté par tous et pour tous
- Ingénieurs sans frontières
- Initiatives et changement international, fédère et forme ceux qui souhaitent s’impliquer personnellement pour la paix, la bonne gouvernance et une économie juste et durable.
- İnsani Yardım Vakfı (IHH) : association humanitaire turque
- International Center fot Transitional Justice (ICTJ)
- International Impact : ONG Support (aide les autres organisations d'intérêt général à se développer)
- International Islamic Relief Organisation (Secours islamique)
- L'Appel: solidarité avec les enfants du monde (santé, éducation, amélioration des conditions de vie).
- La Chaîne de l'Espoir
- Les Amis de la Terre
- Lions Clubs : ONG internationale, organise des activités de levée de fonds et encourage le volontariat pour des actions sociales.
- Max Havelaar : commerce équitable
- Medair : ONG d'aide d'urgence et de reconstruction offrant des services de soins de santé et de nutrition, eau potable, assainissement et hygiène, logement et infrastructures aux populations victimes de conflits, guerres et autres situations d'urgences. Zones d'intervention principalement en Afrique, Asie, Moyen-Orient.
- Médecins du Monde (MDM)
- Mouvement européen
- Mouvement international de la réconciliation
- Mouvement des sans-terre (MST)
- Médecins sans frontières (MSF)
- Observatoire européen du plurilinguisme (OEP)
- Organisation de la presse africaine
- Organisation mondiale contre la torture
- Plan International : ONG qui agit auprès des enfants et des jeunes les plus marginalisés pour leur donner les moyens de construire leur avenir
- Pro-Natura International
- Pure Earth (anciennement Blacksmith Institute) : Pollution et santé
- Reporters sans frontières (RSF) : veille au respect de la liberté de la presse dans le monde
- Riders for Health : Cette ONG améliore l'accès aux soins à 12 millions de paysans en Afrique subsaharienne
- Rotary International : ONG internationale, organise des activités de levée de fonds et encourage le volontariat pour des actions sociales, dispose également d'une fondation qui œuvre entre autres pour l'éradication de la poliomyélite
- Oxfam International Oxford Against Famine (Oxford contre la Famine)
- Sea Shepherd Conservation Society : Conservation de la nature vouée à la protection des écosystèmes marins.
- Sentebale : orphelins au Lesotho.
- Solidarités International: ONG française œuvrant principalement dans le domaine de l'eau mais couvrant aussi le reste des besoins vitaux: boire, manger, s'abriter.
- SOS Villages d'enfants
- SOS Méditerranée
- Transparency International
- Triangle Génération humanitaire (TGH)
- Union internationale des avocats (UIA)
- Women's Worldwide Web (W4): Est une plateforme collaborative destinée à la promotion féminine dans le monde, à travers l’éducation, la microfinance, l’accès aux TIC et le networking.
- WWF : World Wide Fund for Nature, association de défense de l'environnement